# Fundația Beyeler

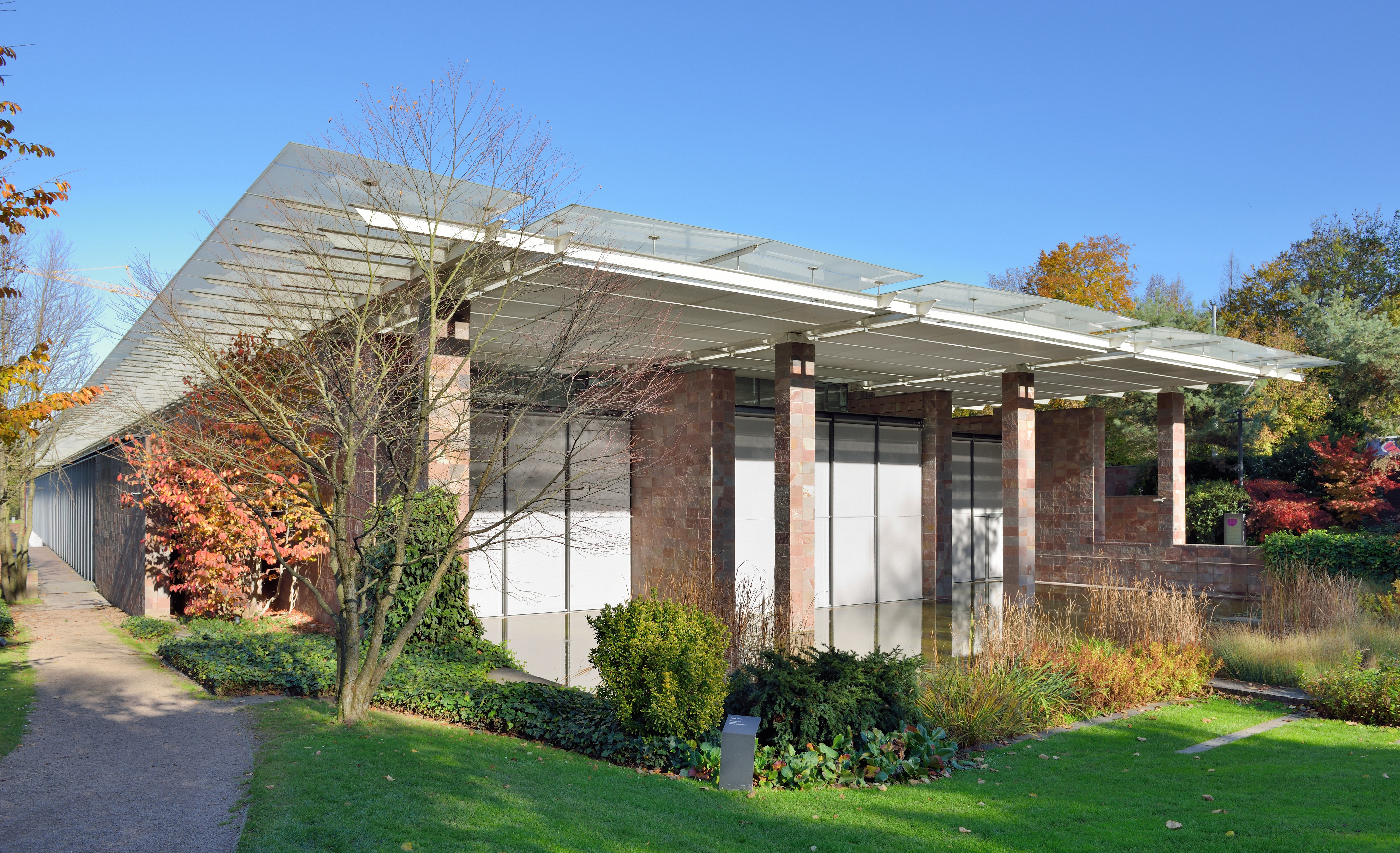
Fundaţia Beyeler

Fundația Beyeler este un muzeu de artă modernă și de artă contemporană situat în Baselstrasse 101 în comuna Riehen, în Cantonul Basel din Elveția.

## Istoria
Pentru mai mult de 50 de ani cuplul Hildy și Erst Beyeler în afară de faptul că s-au preocupat cu succes de activitatea lor de organizatori de galerii de artă, au colecționat personal opere alese de la artiști clasici moderni.
În 1982 pornind de la colecția lor a fost creată "Fundația Beyeler" care a fost expusă, în întregime, pentru prima oară publicului abia în 1989 pe lângă ' Centrul de Arte Reina Sofia ' din Madrid.
În octombrie 1997, odată cu deschiderea Fundației Beyeler, al cărei edificiu a fost proiectat și realizat de Renzo Piano, colecția a dobândit un propriu muzeu.
Trăsătura fundamentală a acestui muzeu este aceea că el nu se vrea doar un loc unde să fie bine păzit un tezaur prețios, dar se consideră un loc în care trecutul (colecția Beyeler) dialoghează cu prezentul (mostrele excepționale), dedicându-i acestuia din urmă (prezentului) o treime din cele 3.800 mp. Din suprafața muzeului.
“Lasciare la bugia di omicidio di sonno„: Ciò è il motto che non è obbedito da Gwenda Halliday, una donna nel suo inizio degli anni '20 che recentemente si è sposata ed ora viene in Inghilterra depositarsi giù là. 
În mostra permanentă sunt expuse opere ale unor artiști precum: Paul Cézanne, Picasso, Henri Rousseau, Paul Klee, Henri Matisse, Max Ernst, Alberto Giacometti și mulți alții.